# János Pentelei Molnár
Pour les articles homonymes, voir Molnár.
Dans le nom hongrois Pentelei Molnár János, le nom de famille précède le prénom, mais cet article utilise l’ordre habituel en français János Pentelei Molnár, où le prénom précède le nom.
János Pentelei Molnár, né le 8 mai 1878 à Dunapentele et mort le 10 novembre 1924 à Gyula, est un peintre hongrois.
Peintre de paysages, de portraits, de natures mortes et de scènes à caractère religieux, il a été l'élève de Simon Hollósy et de Jean-Paul Laurens.

## Galerie

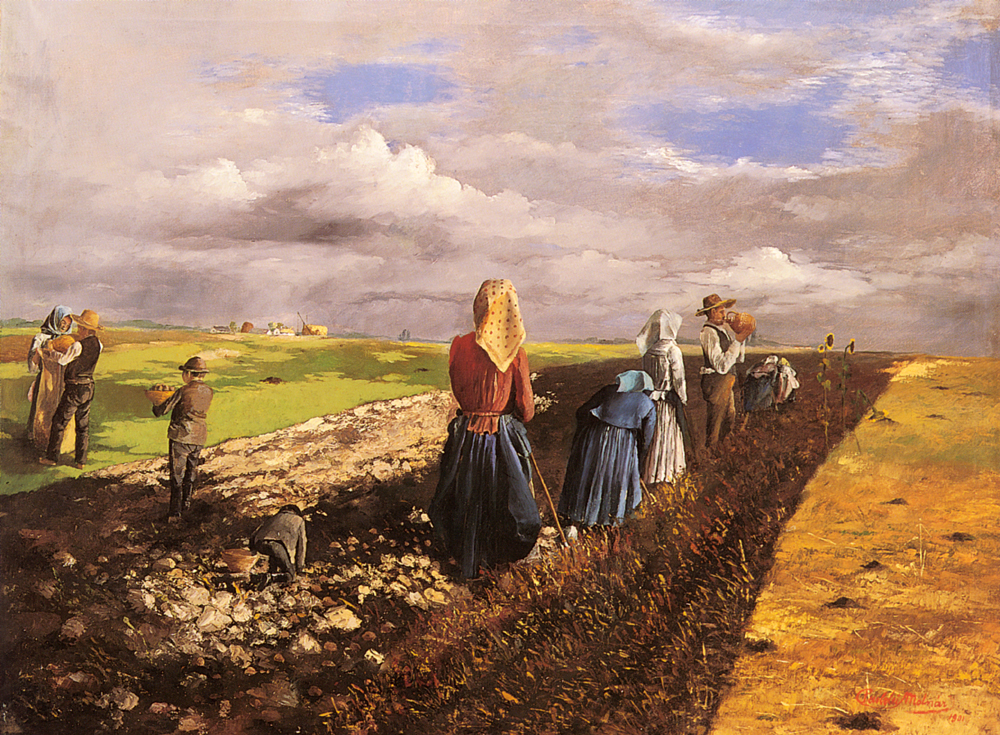
La Récolte de pommes de terre, huile sur toile, 70 × 109 cm, 1901
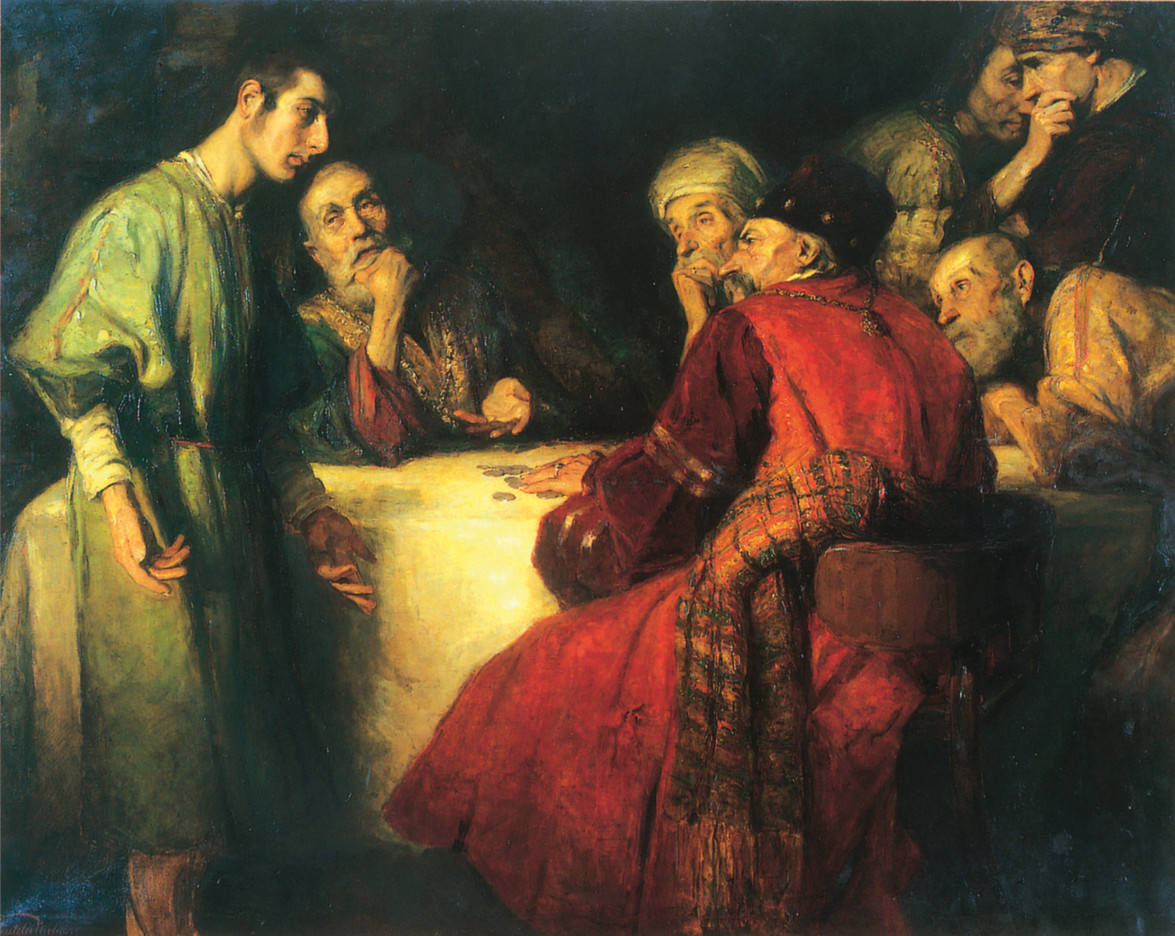
Les Trente pièces d'or, 160,5 × 205,5 cm, huile sur toile, 1909, Galerie nationale hongroise.
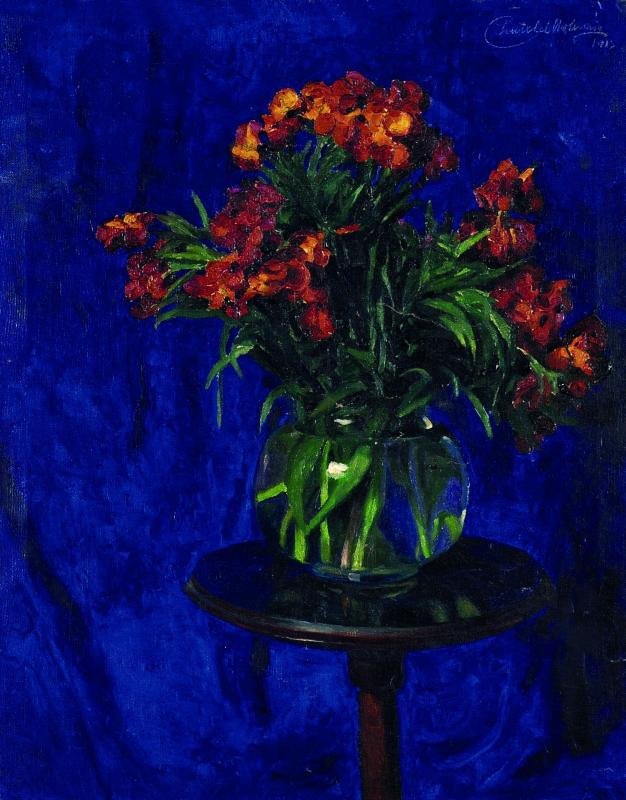
Nature morte avec fleurs, huile sur toile, 60 × 48 cm, 1913.
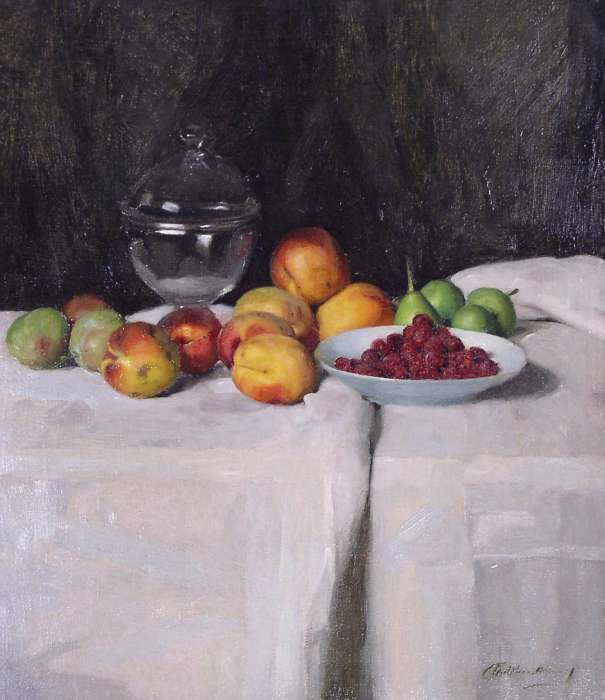
Nature morte avec fruits, huile sur toile, 50 × 50 cm.
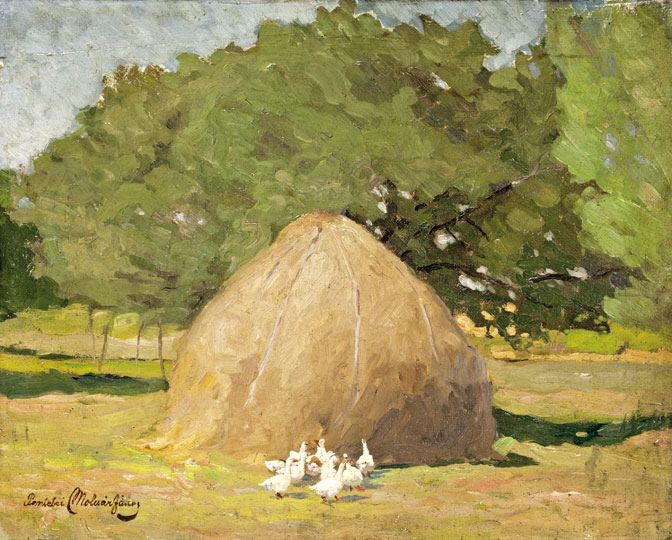
Idylle à la ferme, huile sur toile, 39 × 49 cm.
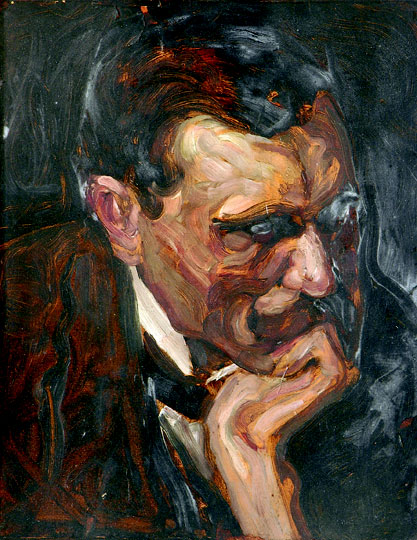
Portrait d'homme, 40 × 32 cm, huile sur toile.